# Kalledevar, Byadgi
Kalledevar là một làng thuộc tehsil Byadgi, huyện Haveri, bang Karnataka, Ấn Độ.